# Бектеши, Бесник
Бесник Бектеши (алб. Besnik Bekteshi; 11 августа 1941, Шкодер) — албанский политический, государственный и общественный деятель. Член Политбюро Албанской партии труда (1986—1991). Заместитель премьер-министра (1982—1989) и министр промышленности Народной Социалистической Республики Албания.

## Биография
Окончил Тиранский университет. Инженер-строитель. Принимал участие в строительстве одного из главных сооружений НСР Албании — ГЭС «Свет партии» (Drita e Partisë) на реке Дрин и крупнейшего в стране водохранилища Фиерза.
В 1973 году стал членом Албанской партии труда (АПТ). Позже работал в Политбюро АПТ в качестве сотрудника по экономическим вопросам. На 8-м съезде АПТ в ноябре 1981 года был избран кандидатом в члены Политбюро Албанской партии труда.
В ноября 1982 года назначен заместителем председателя Совета министров в правительстве премьер-министра Адиля Чарчани. Занимал эту должность до 2 февраля 1989 года.
С 1982 по 1991 год избирался депутатом Народного собрания Албании.
На 9 съезде партии в ноябре 1986 года стал членом Политбюро. Оставался им до роспуска партии и создания в июне 1991 года Социалистической партии Албании (Partia Socialiste e Shqipërisë).
В 1993 году, после падения коммунистического режима в Албании, предстал перед судом вместе с группой партийно-государственных руководителей, в том числе Ламби Гегприфти, Хайредин Челику, Прокоп Мурра, Пали Миска, Ленка Чуко, Мухо Аслани, Фото Чами по обвинению в злоупотреблении властью. Был приговорён к 6 годам тюремного заключения.